# Augusto Cury
Augusto Jorge Cury (Colina, 2 de outubro de 1958) é um psiquiatra, professor e escritor brasileiro de livros de aplicação psicológica e pseudociência. É autor da Teoria da Inteligência Multifocal e seus livros foram publicados em mais de 70 países, com mais de 25 milhões de livros vendidos somente no Brasil.

## Biografia
Nasceu em Colina, São Paulo, no dia 2 de Outubro de 1958. Formou-se em Medicina pela Faculdade de Medicina de São José do Rio Preto e concluiu O seu doutorado internacional em Psicologia Multifocal pela Florida Christian University, no ano de 2013, com a tese "Programa Freemind como ferramenta global para prevenção de transtornos psíquicos". Na carreira, dedicou-se à pesquisa sobre as dinâmicas da emoção. É pós-graduado na PUC de São Paulo. Cury é professor de pós-graduação e conferencista em congressos nacionais e internacionais. Foi conferencista no 13.° Congresso Internacional sobre Intolerância e Discriminação da Universidade Brigham Young, nos Estados Unidos. É um dos raros brasileiros que tem sua teoria utilizada em pós-graduações Stricto Sensu, hoje adotada na Universidade de São Paulo. Segundo algumas editoras é o psiquiatra mais lido da atualidade. Recebeu o prêmio de melhor ficção, no ano de 2009, da Academia Chinesa de Literatura, pelo livro O Vendedor de Sonhos, que foi adaptado para o cinema em 2016, numa produção brasileira com direção de Jayme Monjardim.

### Teoria da inteligência multifocal

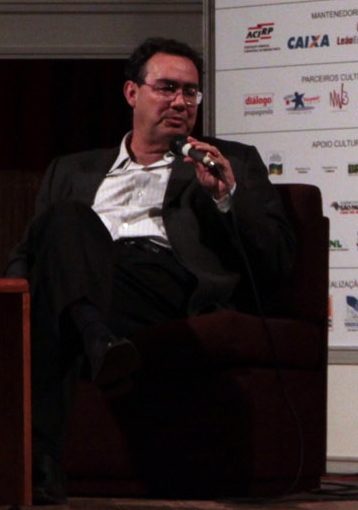
Augusto Cury na 11.ª Feira Nacional do Livro de Ribeirão Preto, 2011

Autor na área de qualidade de vida e desenvolvimento da inteligência, Cury desenvolveu pesquisas, sem vínculo com universidades, voltadas à teoria da Inteligência Multifocal. A teoria visa explicar o funcionamento da mente humana e as formas para exercer maior domínio sobre a nossa vida por meio da inteligência e pensamento. Publicou “Inteligência Multifocal”, em 1999, onde apresenta mais de 30 elementos essenciais para a formação da inteligência humana, como o processo de interpretação e o fluxo vital da energia psíquica.
É uma metodologia utilizada nas escolas Menthes, a qual promove o desenvolvimento emocional de crianças, adolescentes e adultos. Desenvolveu o projeto Escola da Inteligência que tem como principal objetivo a formação de pensadores através do ensino das funções intelectuais e emocionais mais importantes para crianças e adolescentes, tais como o pensar antes de reagir, a proteção de sua emoção, o colocar-se no lugar dos outros, expor e não impor as suas ideias. Também elaborou o Programa Freemind, para contribuir em conjunto com as casas de acolhimento de usuário de drogas, clínicas, ambulatórios e escolas no desenvolvimento de uma emoção saudável, para a prevenção e tratamento da dependência de drogas.[carece de fontes?]
Quando desafiado pelo escritor Paulo Coelho a comprovar os números da sua vendagem de livros, Augusto Cury declarou: "A preocupação com o primeiro lugar é sintoma típico de uma sociedade doente e sedenta de fama".
Apesar do sucesso de vendas, Cury é alvo de críticas, principalmente em relação à Teoria da Inteligência Multifocal, rejeitada por psicólogos. A teoria não tem aceitação científica pois, apesar do que seu nome faz parecer, não há uma metodologia clínica ou referência bibliográfica, entre outros pontos

## Crítica
Há alguns anos o site "Portal Folha" divulgou que uma instituição chamada Uniderc havia outorgado o título de doutor em Psicanálise a Augusto Cury. Em 2014 a Uniderc foi proibida por lei de divulgar que tinha cursos de graduação e pós-graduação, porque não era reconhecida como instituição de ensino superior e deixou então de existir.
Há, em seu Currículo Lattes, a informação de que possui título de doutorado, concedido em 2013 por uma instituição cristã (Florida Christian University), sediada nos Estados Unidos, que já foi alvo de processos judiciais por oferecer cursos de mestrado e doutorado de forma irregular no Brasil, em parceria com instituições como a Unifuturo. A Florida Christian University é especializada em coaching religioso, não possui acreditação relevante de qualidade no sistema americano e suas parcerias no Brasil levantam dúvidas sobre a qualidade dos cursos oferecidos.
No livro Inteligência Multifocal, Cury relata que, com os “princípios da democracia das idéias e da arte de pensar”, ele obteve cura para casos de autismo:
“Parte do meu tempo exerço a Psiquiatria e a Psicoterapia multifocal. O uso da teoria dos processos de construção da inteligência no tratamento das doenças psíquicas faz com que a Psicoterapia multifocal seja realizada dentro dos princípios da democracia das idéias e da arte de pensar. Os resultados são animadores. Muitos casos de doenças psíquicas de difícil tratamento, inclusive de pacientes autistas, têm sido resolvidos.”
Suas alegações sobre a cura do autismo carecem de comprovação e aceitação da comunidade científica, e podem gerar falsas esperanças em famílias que buscam tratamento para seus filhos. Além disso, podem levar à descredibilização de tratamentos comprovadamente eficazes.
A forma como Cury conduz suas pesquisas e apresenta seus resultados não segue os padrões científicos estabelecidos. Seu trabalho é caracterizado pela ausência de: projetos de pesquisa estruturados, revisão por pares, testes de hipóteses, revisão bibliográfica adequada e publicação em períodicos científicos qualificados.

## Livros
Ficção

### Série Vendedor de Sonhos
- O Vendedor de Sonhos: O Chamado - Dezembro de 2008
- O Vendedor de Sonhos e a Revolução dos Anônimos - Janeiro de 2009
- O Semeador de Ideias - 2009

#### Livro relacionado
- De Gênio e Louco Todo Mundo Tem um Pouco - Novembro de 2009

### Série Petrus Logus
1. Petrus Logus - O Guardião do Tempo (Editora Saraiva, 2014)
2. Petrus Logus - Os Inimigos da Humanidade (Editora Saraiva, 2016)

A série é a estreia do autor na literatura juvenil. Uma distopia totalitarista que mescla fantasia com crítica social.

### Série do Júlio Verne
1. O Colecionador de Lágrimas - Holocausto Nunca Mais - 2012
2. Em busca do sentido da vida - (Outubro 2013, Planeta do Brasil) ISBN 9788542201628.

### Série do Marco Polo
1. O Homem Mais Inteligente da História - (Sextante, 2016)
2. O Homem Mais Feliz da História - (Sextante, 2017)
3. O Maior Líder da História - (Sextante, 2020)[20]

#### Prequela
- O Futuro da Humanidade - (Sextante, 2005). Em Portugal: A Saga de um Pensador - (Bertrand Editora, 2008)

#### Spin-offs
- Armadilhas da mente - (Sextante, 2013) .Felicidade roubada - 2014
- Prisioneiros da Mente: Os Cárceres Mentais - (HarperCollins, 2018)
- O Médico da Emoção - (Sextante, 2022)

### Outro
- O Caçador de Corruptos (Planeta, 2022)
- Do Zero ao Gênio: O Garoto Que Lutou Pelos Seus Sonhos - (2016)

Não-Ficção

### Série Brilhantes e Fascinantes
- Pais Brilhantes, Professores Fascinantes - Setembro de 2003
- Filhos Brilhantes, Alunos Fascinantes - Setembro de 2007
- Jovens Brilhantes, Mentes Fascinantes (Editora Pergaminho - Portugal - 2013)

#### Livro relacionado
- Pais brilhantes - Ferramentas Para Gestão da Emoção (Principis - 2023)

### Coleção Análise da Inteligência de Cristo
- - O Mestre dos Mestres vol. 1 (Todos Março de 2006)
  - O Mestre da Sensibilidade vol. 2
  - O Mestre da Vida vol. 3
  - O Mestre do Amor vol. 4
  - O Mestre Inesquecível vol. 5

### Série O Código Da Inteligência
- O Código da Inteligência - Maio de 2008
- O Código da Inteligência: Guia de Estudo - Janeiro de 2009
- O Código da Inteligência e a Excelência Emocional - Janeiro de 2011
- As Quatro Armadilhas da Mente e a Inteligência Multifocal - Abril de 2015 - Traz os capítulos 1 a 9 do O Código de Inteligência
- Como Administrar Seu Intelecto - Abril de 2015 - Traz os capítulos 10 a 11 do O Código de Inteligência
- Desenvolvendo a Excelência Profissional - - Traz os capítulos 12 a 15 do O Código de Inteligência
- Bons Profissionais e Excelentes Profissionais - Abril de 2015- Traz os capítulos 16 a 19 do O Código de Inteligência

### Série Ansiedade
- Ansiedade - Como Enfrentar o Mal do Século - Dezembro de 2013
- Ansiedade - Como Enfrentar o Mal do Século, para Filhos e Alunos - 2015
- Ansiedade 2 - Autocontrole - Como Controlar o Estresse e Manter o Equilíbrio - 2016
- Ansiedade 3 - Ciúme - O medo da perda acelera a perda - 2016

### Série Pai-Nosso
- Os Segredos do Pai-Nosso - Fevereiro de 2007
- A Sabedoria Nossa de Cada Dia: Os Segredos do Pai-Nosso 2 - Maio de 2007

### Outros
- Inteligência Multifocal - 16 de Abril de 1999
- A Pior Prisão do Mundo - 2000
- Escola da Vida: Harry Potter no Mundo Real - 1 de Janeiro de 2002
- Você é Insubstituível - 22 de Abril de 2002
- Revolucione Sua Qualidade de Vida (em Portugal: Revolucione a Sua Qualidade de Vida) - 8 de Novembro de 2002
- Dez Leis para Ser Feliz - Fevereiro de 2003
- Seja Líder de Si Mesmo (em Portugal: Seja Líder de Si Próprio) - Outubro de 2004
- Nunca Desista de Seus Sonhos (em Portugal: Nunca Desista dos Seus Sonhos) - Dezembro de 2004
- A Ditadura da Beleza e a Revolução das Mulheres (em Portugal: A Ditadura da Beleza) - Fevereiro de 2005
- Superando o Cárcere da Emoção (em Portugal: Liberte-se da Prisão das Emoções - Lua de Papel - Fevereiro de 2019)  - Dezembro de 2006
- Doze Semanas para Mudar uma Vida - Janeiro de 2007
- Maria, a maior educadora da História - Maio de 2007
- Treinando a emoção para ser feliz - Dezembro de 2007
- Mentes Brilhantes, Mentes Treinadas - Julho de 2010
- A fascinante construção do Eu - Novembro de 2010
- Mulheres Inteligentes, Relações Saudáveis - 2011
- Manual para jovens estressados, mas muito inteligentes! - 2012
- Proteja sua emoção - Aprenda a ter a mente livre e saudável - 2014
- Controle o estresse - Saiba como encontrar equilíbrio - 2014
- Vá mais longe - Treine sua memória e sua inteligência - 2014
- Sonhos e disciplina - Transforme seus projetos em realidade - 2014
- Pais Inteligentes formam sucessores, não herdeiros - Abril 2014
- Bíblia King James Atualizada Freemind - (Abba Press, Junho 2014)
- As Regras de Ouro dos Casais Saudáveis - 2014
- Superação - Seja forte e resiliente e vença as dificuldades - 2015
- Autocontrole - Vença os fantasmas da emoção - 2015
- Lidere sua mente - Seja autor(a) da própria história - 2015
- Pais e filhos - Sem diálogo, as famílias morrem - 2015
- Antiestresse Para Todos - Controlando A Ansiedade, Colorindo A Vida - 2015
- Gestão da Emoção - 2015
- O Médico da Humanidade e a Cura da Corrupção - 2015
- O Funcionamento da Mente - 2016
- 20 Regras de Ouro Para Educar Filhos e Alunos - (Academia, 2017)
- Você Mais Inteligente - Técnicas de gestão da emoção para revolucionar sua vida (Amazon, E-Book, 2017)
- Treine o Seu Cérebro Para Provas - (Método, 2018)
- Socorro, Meu Filho Não Tem Limites! - (Academia, 2018)
- Inteligência socioemocional - (Sextante, 2019)
- Autocontrole em tempos de estresse (Amazon, E-book, 2020)
- As Poderosas Ferramentas de Gestão da Emoção para Relações Saudáveis (Dreamsellers, 2022)
- Como Educar Crianças e Jovens no Século XXI (Principis, 2022)